# Salgó Olga
Salgó Olga (Nagyenyed, 1903. április 27. – ?) erdélyi magyar költő, elbeszélő.

## Életútja
Tanulmányait a kolozsvári állami és a debreceni római katolikus tanítóképzőben, majd a budapesti Országos Zenedében végezte. 1925-től Désen élt.
Versei és novellái a Debreceni Hírlap, Erdélyi Szemle, Ellenzék, Előre, Keleti Újság, Napkelet, Pásztortűz, Színház és Társaság, Vasárnap lapjain jelentek meg. Walter Gyula szerint: „Alapmotívuma költészetének: a szeretet, a lélek nemes és tiszta harmonizmusa, amely az embert az emberrel, önmagával szemben védi… Színes, gazdag, sokhúrú egyéniség, akiben a fegyelmezetlenségek is csak a talentum lázadozásait, kereteket áttörni akaró szellemét mutatják. Éppen ezért a rím konvencióin sokszor túlteszi magát…, de van benne finom zeneiség, dallamos elmélyedés…”

## Kötete
- A szeretet örök (versek, Kolozsvár, 1930)